# Papilio paris
Papilio paris es una especie  de lepidóptero ditrisio  de la familia de los papiliónidos. Vive en las selvas de India, Tailandia y parte de Indonesia. Se han descrito numerosas subespecies.

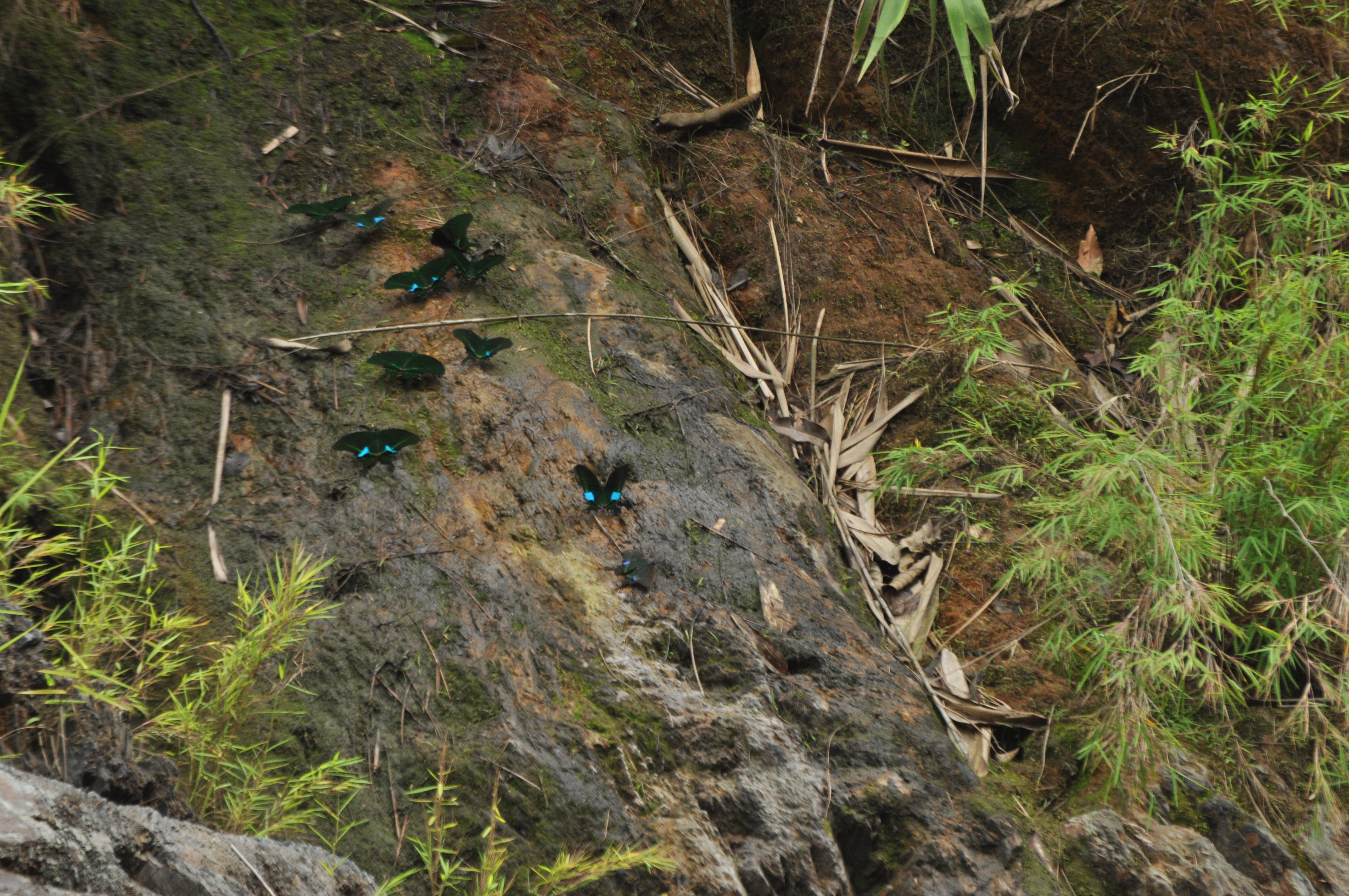
Papilio paris en Buxa Tiger Reserve, West Bengal, India

## Características
Tiene una envergadura de entre 8 y 13,5 centímetros. Sus elementos más llamativo son unas grandes manchas azules que relumbran en medio de unas alas negras, enmarcadas en una estrecha franja de puntos verdosos y amarillentos.